# Stefaan Van Gool
Stefaan Van Gool (* 24. Oktober 1963 in Brügge) ist ein belgischer Krebsforscher und pädiatrischer Onkologe. Er war zwischen 2006 und 2016 Professor an der medizinischen Fakultät der Katholischen Universität Leuven. Zwischen 2008 und 2011 war er Teil der Kommission des Hohen Gesundheitsrats in Belgien. Mit zahlreichen wissenschaftlichen Publikationen aber auch Auftritten in Fernsehen und Podcasts ist seine Forschung allgemein bekannt.
Van Gool studierte seit 1981 an der Katholischen Universität Leuven, wo er 1994 promovierte. Seine Dissertation setzte sich mit dem Zusammenhang zwischen Zytotoxischen T-Zellen und Anergie auseinander. Die Internationale Gesellschaft für Pädiatrische Onkologie zeichnete ihn 1995 mit dem Schweisguth-Preis für Nachwuchswissenschaftler und im Folgejahr mit dem großen Preis der Gesellschaft aus, bei dem er als Nachwuchsforscher die Ausnahme darstellte.
Darauf begann er 1996 an der Universität Leuven zu dozieren, wo er 2006 eine Professur übernahm. Er wurde national und international mehrfach für seine Forschung ausgezeichnet, die unter anderem zur Behandlung von Hirntumoren beitrug. Er leistete Pionierarbeit bei der Impfung mit dendritischen Zellen für Kinder und Erwachsene mit Glioblastoma multiforme und behandelte 2001 den ersten Patienten in Europa damit. Er hat den gesamten Weg der translationalen Forschung von der Grundlagenforschung bis zur Umsetzung in der Patientenbehandlung ausgearbeitet. Zwischen 2000 und 2007 war er Teil des Kompetenznetzwerks Pädiatrischer Onkologie des Deutschen Bundesministeriums für Bildung und Forschung.
Seit 2018 ist er Direktor der Praxis für Immunonkologie und Translationale Medizin am Immun-Onkologischen Zentrum Köln (IOZK), wo die Herstellung von dendritischen Zellimpfstoffen – in Verbindung mit onkolytischen Viren – 2015 als Humanarzneimittel zugelassen wurde. Schwerpunkt ist die Integration von individualisierter multimodaler Immuntherapie als Teil von mehrphasigen kombinierten Behandlungsstrategien gegen Krebs.
Stefaan Van Gool spielt Geige und Saxophon, er musiziert gemeinsam mit seinem Kollegen Stefan Pfister (Krebsforscher) und seinen vier Töchtern und seiner Frau im Rahmen von Benefizkonzerten des Projekts Eine zweite Chance für krebskranke Kinder.

## Eigene Werke, Wissenschaftliche Beiträge, Publikationen
- 2004 Transient local response and persistent tumor control in a child with recurrent malignant glioma: treatment with combination therapy including dendritic cell therapy. Case report
- 2004 Surgery and adjuvant dendritic cell-based tumour vaccination for patients with relapsed malignant glioma, a feasibility study
- 2006 Dendritic cell vaccination in patients with malignant gliomas: current status and future directions
- 2007 Persistent IL-10 production is required for glioma growth suppressive activity by Th1-directed effector cells after stimulation with tumor lysate-loaded dendritic cells
- 2009 Vaccine therapy in patients with renal cell carcinoma
- 2009 Dendritic cell therapy of high-grade gliomas
- 2009 Technical advancement in regulatory T cell isolation and characterization using CD127 expression in patients with malignant glioma treated with autologous dendritic cell vaccination
- 2010 Adjuvant dendritic cell-based tumour vaccination for children with malignant brain tumours
- 2010 Immunological response after therapeutic vaccination with WT1 mRNA-loaded dendritic cells in end-stage endometrial carcinoma
- 2012 Integration of autologous dendritic cell-based immunotherapy in the standard of care treatment for patients with newly diagnosed glioblastoma: results of the HGG-2006 phase I/II trial
- 2013 Formulations for Intranasal Delivery of Pharmacological Agents to Combat Brain Disease: A New Opportunity to Tackle GBM?
- 2013 Immunological response after WT1 mRNA-loaded dendritic cell immunotherapy in ovarian carcinoma and carcinosarcoma
- 2013 Immunotherapy for high-grade glioma: how to go beyond Phase I/II clinical trials
- 2013 Dendritic cell-based immunotherapy in ovarian cancer
- 2013 Myeloid-derived suppressor cells in glioma
- 2013 Wilms‘ Tumor Gene 1 (WT1)–loaded dendritic cell immunotherapy in patients with uterine tumors: a phase I/II clinical trial
- 2014 Dendritic cell immunotherapy in uterine cancer
- 2014 Wilms‘ tumor gene 1 immunotherapy in pelvic gynecological malignancies
- 2014 Development and validation of a fully GMP-compliant production process of autologous, tumor-lysate-pulsed dendritic cells
- 2015 Immune Suppression during Oncolytic Virotherapy for High-Grade Glioma; Yes or No?
- 2015 Re-irradiation or re-operation followed by dendritic cell vaccination? Comparison of two different salvage strategies for relapsed high-grade gliomas by means of a new prognostic model
- 2015 Brain Tumor Immunotherapy: What have We Learned so Far?[14]
- 2015 Tumour Relapse Prediction Using Multiparametric MR Data Recorded during Follow-Up of GBM Patients
- 2015 Irradiation of necrotic cancer cells, employed for pulsing dendritic cells (DCs), potentiates DC vaccine-induced antitumor immunity against high-grade glioma
- 2016 Exploiting the Immunogenic Potential of Cancer Cells for Improved Dendritic Cell Vaccines
- 2016 IOZK Beitrag in der Fachzeitschrift für Orthomolekulare Medizin, Sonderheft: Onkologie
- 2016 Veröffentlichung von Stefaan Van Gool MD. PhD.: Electroporation of Dendritic Cells with WT1, Survivin, and TriMix
- 2016 Immunotherapy in atypical teratoid-rhabdoid tumors: Data from a survey of the HGG-Immuno Group (Cytotherapy 2016 09;18(9):1178-86 in Brain Tumors in Children, Dendritic Cells, International Publications)
- 2017 Development of the SIOPE DIPG network, registry and imaging repository: a collaborative effort to optimize research into a rare and lethal disease
- 2017 Artikel über Stefaan Van Gool als Kinderneuroonkologe in der Washington Post
- 2017 IOZK Artikel im Austin Oncology Case Reports über Krebsimpfstoffe
- 2017 Sensitization of glioblastoma tumor micro-environment to chemo- and immunotherapy by Galectin-1 intranasal knock-down strategy
- 2017 Characterization of PD-1 upregulation on tumor-infiltrating lymphocytes in human and murine gliomas and preclinical therapeutic blockade
- 2017 Immunotherapy with subcutaneous immunogenic autologous tumor lysate increases murine glioblastoma survival
- 2017 IOZK Vortrag von Stefaan Van Gool: IOZK Immuntherapie bei DIPG Ponsgliom, Konferenz der Society for Neuro-Oncology, San Francisco
- 2018 IOZK Vortrag über die Effekte der multimodalen Immuntherapie bei einem Ponsgliom mit Hilfe der Analysemethode Flüssigbiopsie.
- 2018 IOZK Vortrag: Modulierte Elektro-Hyperthermie bei Kindern mit DIPG, Konferenz der ESHO, Charité Berlin
- 2018 IOZK-Artikel über Heilversuche bei Glioblastom im Fachorgan: „Austin Oncology Case Report“
- 2018 Biological material collection to advance translational research and treatment of children with CNS tumours: position paper from the SIOPE Brain Tumour Group
- 2019 Immune Phenotype Correlates With Survival in Patients With GBM Treated With Standard Temozolomide-based Therapy and Immunotherapy
- 2019 Breaking Therapy Resistance: An Update on Oncolytic Newcastle Disease Virus for Improvements of Cancer Therapy
- 2019 Addition of Multimodal Immunotherapy to Combination Treatment Strategies for Children with DIPG: A Single Institution Experience
- 2020 Position paper: new insights into the immunobiology and dynamics of tumor-host interactions require adaptations of clinical studies
- 2020 Evidence-Based Medicine in Oncology: Commercial Versus Patient Benefit
- 2020 Randomized Controlled Immunotherapy Clinical Trials for GBM Challenged
- 2020 Impaired DNA repair in mouse monocytes compared to macrophages and precursors
- 2021 DNA methylation based glioblastoma subclassification is related to tumoral T-cell infiltration and patient survival
- 2021 Stem cells-derived natural killer cells for cancer immunotherapy: current protocols, feasibility, and benefits of ex vivo generated natural killer cells in treatment of advanced solid tumors
- 2022 Synergy between TMZ and individualized multimodal immunotherapy to improve overall survival of IDH1 wild-type MGMT promoter-unmethylated GBM patients
- 2022 Poster presentation at the International Symposium on Pediatric Neuro-Oncology
- 2022 Poster presentation at the annual meeting of the Association for Cancer Immunotherapy
- 2022 Counteracting Immunosuppression in the Tumor Microenvironment by Oncolytic Newcastle Disease Virus and Cellular Immunotherapy
- 2023 Stefaan van Gool ist Herausgeber einer Sonderausgabe im Journal of Molecular Sciences
- 2023 Individualized Multimodal Immunotherapy for Adults with IDH1 Wild-Type GBM: A Single Institute Experience[15][16]